# Mircea da Roménia
Mircea da Romênia (Bucareste, 3 de janeiro de 1913 – Buftea, 2 de novembro de 1916), foi um Príncipe da Romênia, sexto filho, terceiro menino do rei Fernando I da Romênia e de sua esposa, a princesa Maria de Saxe-Coburgo-Gota. Morreu de tifo no outono de 1916, durante a Primeira Guerra Mundial no Palácio de Buftea, a casa da família Ştirbey, à qual se pensava pertencer.
O irmão de Mircea, o futuro rei Carlos II, e a sua primeira esposa Zizi Lambrino chamaram o seu primeiro filho de Mircea em sua homenagem, quatro anos depois da sua morte.